# Acanthoderes
Acanthoderes (лат.) — род жуков-усачей из подсемейства ламиин. 

## Описание
Коренастые жуки. Усики с белыми колечками в основании члеников. Бока переднеспинки с острыми оттянутыми бугорками. Надкрылья с широкими серовато-белыми и узкими буроватыми перевязями.

## Классификация
Описано около 150 видов, в том числе:
- Acanthoderes francottei
- Acanthoderes krueperi
- Acanthoderes obscurior
- Acanthoderes planiusculus
- Acanthoderes quadrigibba

## Распространение
Встречаются в Евразии, Северной и Южной Америке, наибольшее видовое богатство в Южной Америке.